# Mesothriscus optimus
Mesothriscus optimus är en skalbaggsart som beskrevs av Sharp 1903. Mesothriscus optimus ingår i släktet Mesothriscus och familjen jordlöpare. Inga underarter finns listade i Catalogue of Life.